# Antonio Torres
Ángel Antonio Segundo Torres Osses (Iquique, 2 ottobre 1932 – 5 settembre 1993) è stato un cestista cileno.

## Carriera
Con il Cile ha disputato i Campionati del mondo del 1954.